# Velabisht
Velabisht là một xã trong quận Berat thuộc hạt Berat, Albania. Dân số năm 2005 là 11075 người.